# Edificio y Galería California
El Edificio y Galería California está ubicado en el centro de São Paulo y fue diseñado por los arquitectos Oscar Niemeyer y Carlos Lemos en 1951, inaugurado en 1955. El edificio está ubicado en el centro de la manzana y conecta las calles Barão de Itapetininga y Dom José de Barros, con fachadas para ambas calles.

## Historia
El terreno en el que se levantaría el edificio había sido vendido al Banco Nacional Imobiliário por el arquitecto Júlio de Abreu, quien sugirió que la obra contara con la participación de Niemeyer. Niemeyer estudió el proyecto en Río de Janeiro y solo más tarde se fue a São Paulo. Fue entonces cuando el arquitecto abrió una oficina en la Rua 24 de Maio, bajo la supervisión de Carlos Lemos. El proyecto buscó atender las nuevas demandas del mercado inmobiliario, buscando maximizar el uso del lote y cumpliendo con la nueva legislación de la época, que había cambiado los parámetros de ocupación. Debido a las dificultades para cumplir con la legislación, el edificio tardó unos cuatro años en ser aprobado por el Ayuntamiento.
Una vez definida la necesidad de uso, Niemeyer diseñó un proyecto que atiende las diferentes demandas de las calles donde se ubica el lote, alcanzando la altura máxima permitida en cada una de acuerdo al ancho de vía. El edificio ocupa toda la zona limítrofe de los lotes, y en su interior existe un patio interior al que dan las cuatro alas de oficinas, con amplios y amplios pasillos y que utilizan seis ascensores. En ambas fachadas, el edificio tiene pilares en "V", seña de identidad de Niemeyer y que se pondría de moda en los años 1950.
En la fachada de la Rua Barão de Itapetininga, el edificio tiene diez pisos, con tres pisos más retranqueados sucesivamente, totalizando trece pisos. En el alzado de la Rua Dom José de Barros, sobre la parte baja de la galería (la parte superior tiene una altura de techo de 8,4 m) y debido a los desniveles entre las dos calles, el edificio ahora tiene ocho plantas siguiendo la alineación de la calzada y cinco pisos más en un solo retranqueo. Con esta configuración, desde el patio interior, la percepción es de trece plantas en todo el edificio.
A pesar de resolver plástica y funcionalmente las necesidades del edificio, fue duramente criticado por el arquitecto suizo Max Bill, en su visita a São Paulo en 1953. Según este, su estructura es confusa, innecesaria y fastuosa, lo que señala el exceso en el formalismo de Oscar Niemeyer. En ese momento, los arquitectos brasileños reaccionaron mal a las críticas de Max Bill.
El edificio estaba en 2009 con problemas de conservación, incluidos los tres pilares de la fachada, cada uno pintado de un color diferente, y el panel Portinari del vestíbulo, al que le faltan piezas. En asociación con la Unesp, estaba previsto instalar un centro cultural en el sitio y restaurar el panel de Portinari, con un costo estimado de entre cinco y seis millones de reales.

## Artistas involucrados
En general, las obras de Oscar Niemeyer presentan esculturas, murales o paneles de artistas brasileños. El edificio California tiene un mural de mosaicos de Portinari (unos 250 metros cuadrados) dentro de la galería, cuya restauración estaba prevista para 2009.

## Galería

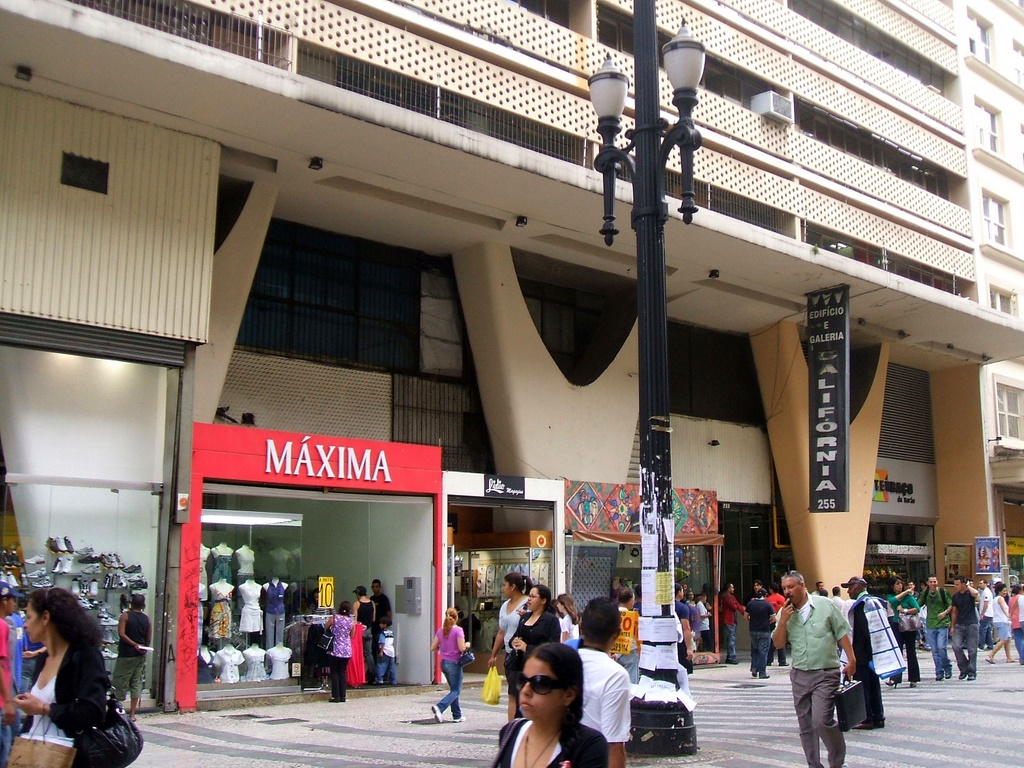
Acceso por Barão de Itapetininga
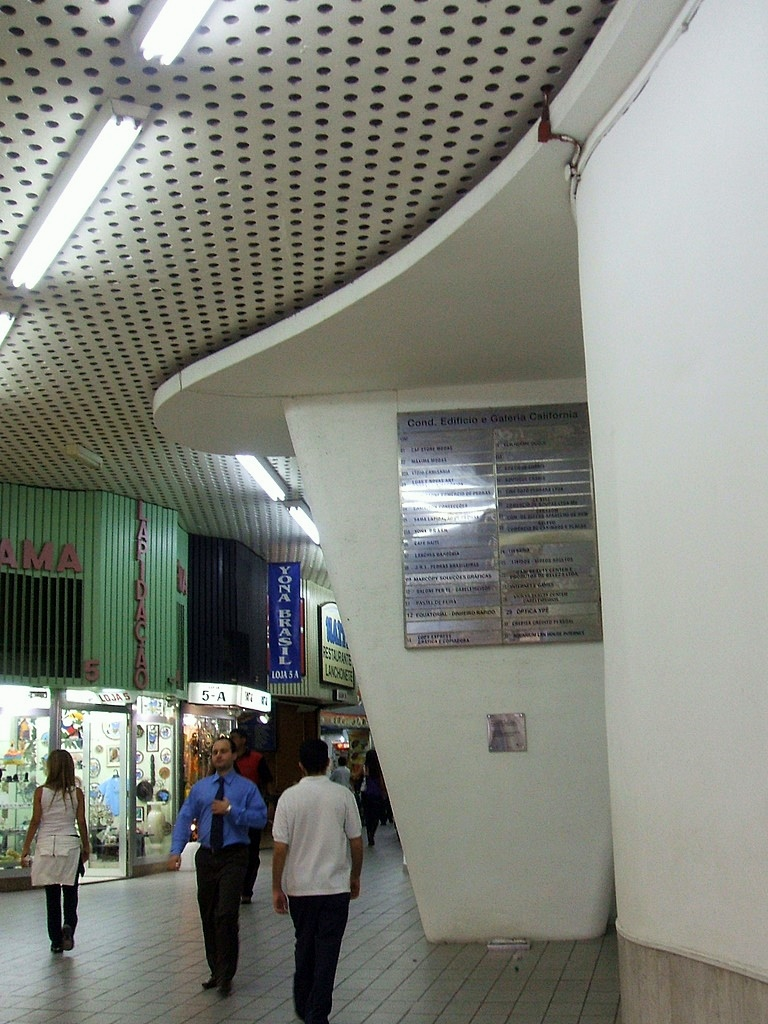
La Galería en 2008
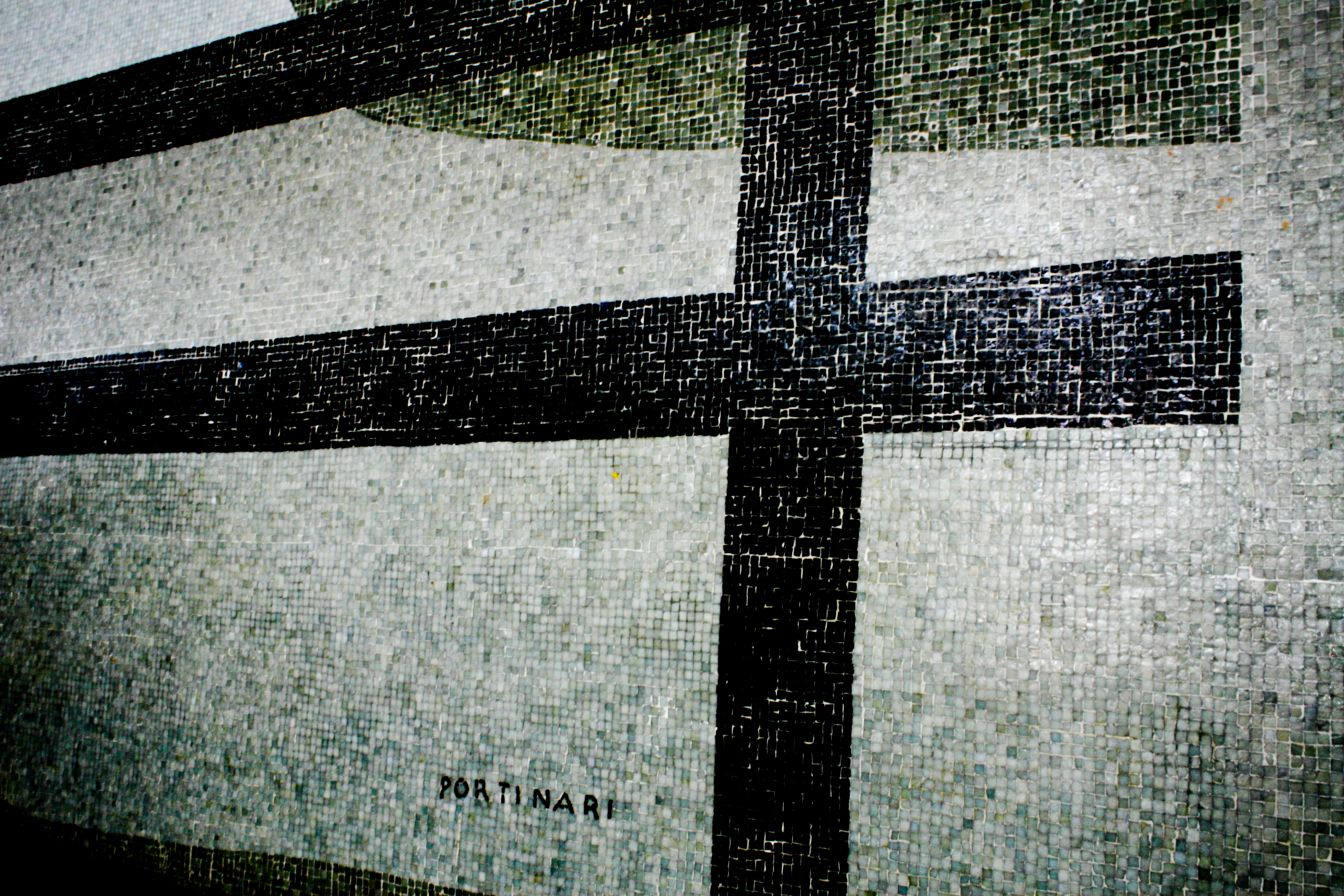
Mural de Candido Portinari